# Across The View
Across The View（アクロス・ザ・ビュー）
1. リチャード・バーマー（英語版）の楽曲。1988年。
2. エフエムジャパン(J-WAVE)で放送されていたラジオ番組。1989年〜2001年。

## 楽曲『Across The View』
東京のFMラジオ局・J-WAVEが、アメリカのミュージシャン・リチャードバーマーに依頼し制作された、エレクトロニック・リラクゼーション・ミュージック。同タイトルのアルバム『Across The View』に収録されている。1988年当時は日本での発売はなかったが、 後述のJ-WAVEでのオンエアをきっかけに「J-WAVE開局記念」として発売された。 現在このCDは廃盤となっているが、2009年にインターネットでの楽曲配信が始まった。
また、2008年放送の開局20周年特番「VISIONARY WORLD」でも特別パッケージにしてリスナープレゼントされた。
おおたか静流と加藤みちあきのユニット「DIDO」のバージョンも存在する。

### J-WAVEとの関係
J-WAVEは、『Across The View』を局として最も重要な楽曲と位置づけている。現在でもJ-WAVEのイメージを象徴する楽曲である。
- サービス放送（'AZ'-STATION J-WAVE）開始時の最初の曲[2]
- サービス放送中、時報前に流れた曲
- サービス放送終了時の最後の曲
- 開局（本放送開始）して最初に流れた曲（この楽曲を説明する際に最も使われる言葉）[1]
- 番組モニター募集等、初期のJ-WAVEからのお知らせ
- 2012年4月22日の東京タワーからの放送終了時の最後の曲
- 翌23日の東京スカイツリーからの放送開始後の最初の曲
- 2015年11月1日の港FM中継局開局直前に流れた曲
- 開局から現在に至るまでの放送終了時の曲
- USENならびにコミュニティFMへの再送信でのCMフィラー

J-WAVE（当時はエフエムジャパン）サービス放送時からこの楽曲がオンエアされると、凄まじい量の問い合わせが局に殺到し、その量は本放送開始前までに1500件に迫るものだったという。

## ラジオ番組『Across The View』
J-WAVE開局翌年の1989年に放送開始。1998年3月までは新日本製鐵（現・日本製鉄）グループがスポンサーだったため、「Nippon Steel Group Across The View」（ニッポン・スティール・グループ・アクロス・ザ・ヴュー）が正式タイトルだった。

### 番組内容
当初は、世界のトピックスを伝えながら音楽を流す番組であったが、1991年にモーリー・ロバートソンがナビゲーターに就任してからは、数々の実験的な企画が立てられた。このとき、モーリー・ロバートソンがメインで、不定期にロバート・ハリスが代役で一週間出てくる、という構成であり、ナビゲーター就任当初は、毎回海外の複数の知人に国際電話をかけて英語でトークし、後から日本語で要約する、という割と穏やかな構成であった。モーリーは次第にリスナーやバンドを番組に参加させ、音楽性を追求するようになっていった。さらにパソコン通信も巻き込んだ。しかしモーリーの負担が大きかったのか、番組改編時期にリスナーを巻き込んで降板を宣言したが、改編後、結局毎週一日ぶんだけ続投した。
1994年頃より、一部曜日のナビゲーターの交代によりアーティスト担当番組の色が出てきた。モーリーの完全降板後は、後継ナビゲーターはアーティストであり、日替わりアーティストDJ番組へと変化した。
1999年4月より、放送時間が20:00-21:30に移動となり、曜日ごとにサブタイトルがつくようになった。
2001年9月28日をもって、放送時間を多少遅い時間にずらした「OH! MY RADIO」に移行する形で終了となった。
番組タイトルは前述のとおり、リチャード・バーマーの楽曲『Across The View』に由来しており、番組中で流された時期もあった。しかし、番組後期この楽曲は流されず、オープニングテーマはKOOL & THE GANGの『Chocolate butterMilk』であった。

### 放送時間の変遷
- 25:00-27:00 (1989年-1999年3月)
- 20:00-21:30 (1999年4月-2001年3月)

### おもなナビゲーター

#### 深夜帯時代
（50音順）
- 朝日美穂
- アレックス
- 加藤紀子[4]
- 川瀬智子(the brilliant green)
- スガシカオ[4]
- 杉真理
- 鈴木桃子[4]
- CHIE(YOYOYO)
- CHARA[4]
- DJ DRAGON、はな “J'S JOURNAL”
- ピストン西沢
- 深津絵里
- ホフディラン
- MISIA
- モーリー・ロバートソン
- 葉千栄
- ロバート・ハリス
- 渡辺満里奈

#### 20:00開始時代
- オープニング曲「The Hip Hop Band」（Stetsasonic）
- エンディング曲「RHODES FUNKY DUB」（砂原良徳）

（曜日・担当時期順）
- DRAGON、はな “J'S JOURNAL” （月曜、1999年4月-1999年9月）
- TRICERATOPS “PRIDE & JOY” （月曜、1999年10月-2001年6月）
- SNAIL RAMP “ABENISTA FIRE” （月曜、2001年7月-2001年9月）
- 川瀬智子(the brilliant green) “ROCKIN' RABBIT” （火曜、1999年4月-2001年9月）
- ホフディラン “WWW”（水曜、1999年4月-1999年6月）
- ネモ & ダイスケ(cool drive makers) “DRIVE ME BLUES” （水曜、1999年7月-2000年3月）
- m-flo “SWELTER SHELTER” （水曜、2000年4月-2001年9月）
- スガシカオ “RADIO SUGAR” （木曜、1999年4月-2001年9月）
- MISIA “SISTA'S SOUL” （金曜、1999年4月-2000年9月）
- 平井堅 “MAD ABOUT SINGIN'” （金曜、2000年10月-2001年9月）

“”内はサブタイトル名

### その他
- 2000年1月28日には日本武道館で「Across The View Live 2000」が開催された。このイベントのスポンサーはディレクTVであったため、同業他社のスカイパーフェクTV!で流れていた「DIGITAL J-WAVE 505」ではこの頃別番組に差し替えていた。ディレクTV撤退後再開された。
- SISTA'S SOULに限り、MISIAの地元に近いCROSS FMでもネットしていた。